# ロバート・フレイガー
ロバート・フレイガー（Robert Frager, PhD）は、ハーバード大学で教育を受けた、アメリカ合衆国の社会心理学者。フレイガーは、自身が創設したトランスパーソナル心理学研究所 (the Institute of Transpersonal Psychology) から発展したカリフォルニア州パロアルトのソフィア大学 (Sofia University) で、ローレジデンシー型教育 (low-residency program) によるスピリチュアル・ガイダンスの修士課程の代表者、心理学の教授を務めている。フレイガーは、トランスパーソナル心理学会 (Association for Transpersonal Psychology) の元会長でもある。

## 生い立ちと教育
フレイガーは、オレゴン州ポートランドのリード・カレッジ (Reed College) で1957年から1961年まで学び、心理学の学士 (B.A.) を取得して卒業した。次いで、1961年から1967年まで、マサチューセッツ州ケンブリッジのハーバード大学で社会心理学を学び、Ph.D. を取得した。この間、1963年から1965年まで、ハワイ州ホノルルのイースト・ウェスト・センター (East–West Center) のフェローであった。
また、1967年から1968年には、東京の慶應義塾大学に研究員 (Research Fellow) として滞在した。このときにはソロモン・アッシュの「線分の長さ」の実験を慶應義塾大学の学生を対象として追試し、特異な結果を導いている。

## おもな業績
- Motivation and Personality (1986, supervising editor)
- Love Is the Wine: Talks of a Sufi Master in America (1987, editor)
- Personality and Personal Growth (1993 onwards)
- Who Am I?: Personality Types for Self-Discovery (1994)
- Essential Sufism, an anthology of Sufi teaching materials (1997)
- Heart, Self and Soul: The Sufi Psychology of Growth, Balance, and Harmony (1999)
- The Wisdom of Islam: A Practical Guide to the Wisdom of Islamic Belief (2002)

## 私生活
フレイガーは、ユダヤ人家庭の出身であるが、1981年にイスラム教に改宗した。フレイガーは、ハルヴェティ＝ジャラヒ教団 (the Halveti-Jerrahi Order) における、スーフィーの教師、シャイフであり、この教団ではムザファ・オザク (Muzaffer Ozak) の門下であった。フレイガーは教団ではシャイフ・ラジプ・アル＝ジャラヒ (Sheikh Ragip al-Jerrahi) と名乗り、カリフォルニア州レッドウッドシティのダルガー（dergah：スーフィズムのコミュニティ）の指導者となっている。
フレイガーは、日本の精神的な武道である合気道を実践しており、その道でも「先生」と称されている。合気道を始めたのは、1964年であった。